# The Love You Save
«The Love You Save» — песня группы Jackson 5 с их второго студийного альбома (1970 года) ABC. Вскоре после выхода альбома была в США выпущена как второй сингл с него.
В ритм-н-блюзовом сингловом чарте Best Selling Soul Singles американского журнала «Билборд» (предшественнике чарта Hot R&B/Hip-Hop Songs) сингл был 6 недель на 1-м месте, а в главном чарте Billboard Hot 100 — две недели подряд на первом месте (27 июня и 4 июля 1970 года).
Для группы Jackson 5 это был третий в серии из чётырёх подряд хитов номер в своей стране (после «I Want You Back» и «ABC» и перед «I’ll Be There»).
В Великобритании сингл достиг своего максимального 7 места в августе 1970 года.
В 2015 году американский Billboard поместил сингл «The Love You Save/ I Found That Girl» группы Jackson 5 на 11-е место в своём списке Michael Jackson’s Top 50 Billboard Hits.

## Исполнения на концертах
Майкл Джексон исполнял эту песню со своими братьями, но на сольных турах вместо братьев выступали другие люди. Песня исполнялась на всех сольных турах Джексона. Также она прозвучала на двух концертах, посвящённых 30-летию на сцене Джексона в 2001 году. Планировалось, что песня прозвучит на несостоявшемся туре This Is It. Тур не состоялся по причине смерти певца.

## Позиции в хит-парадах

### Недельные чарты
| Хит-парад (1970)                          | Наив. поз. |
| ----------------------------------------- | ---------- |
| Австралия (Kent Music Report)             | 59         |
| Великобритания (UK)                       | 7          |
| США (Billboard Hot 100)                   | 1          |
| США (Billboard Best Selling Soul Singles) | 1          |
| США (Cash Box Top 100)                    | 1          |

### Итоговые чарты за год
Годовые чарты:
| Хит-парад (1970)                 | Позиция |
| -------------------------------- | ------- |
| США (Billboard Hot 100 Singles)  | 16      |
| США (Billboard Soul Singles)     | 4       |
| США (Cashbox Top 100 Chart Hits) | 12      |

## Кавер-версии
Кавер-версия группы Hanson была издана на их альбоме 1995 года Boomerang (состоявшем из ранних демозаписей группы).